# Rebenland Rallye 2013
Die Rebenland Rallye 2013 wurde am 22. und 23. März 2013 in Leutschach in Österreich ausgetragen. Sie war der zweite Lauf der Österreichischen Rallye-Staatsmeisterschaft 2013 und gehörte außerdem zur Historic Rallye-Staatsmeisterschaft, Historic Rallye-Pokal, OSK-Rallyepokal sowie zur Mitropa Rally Cup.

## Hintergrund
Die Gesamtlänge der Rebenland Rallye betrug 247,43 Kilometer. Auf dem Programm standen 13 Sonderprüfungen, fünf davon am ersten Tag und acht weitere am zweiten Tag. Die Gesamtlänge der Sonderprüfungen betrug 152,09 Kilometer, die ausschließlich auf asphaltierten Straßen ausgetragen wurden. Es gingen insgesamt 74 Fahrzeuge an den Start.
Der Österreicher Christian Mrlik musste seinen geplanten Start am Rallyewochenende wegen ausstehender Budget-Fixierungen absagen.

## Verlauf der Rallye

### Tag 1
Der amtierende österreichische Rallye Meister Raimund Baumschlager gewann die ersten zwei Sonderprüfungsbestzeiten für sich. Nach zwei Sonderprüfungen lag Baumschlager 8,7 Sekunden vor seinen härtesten Widersacher Beppo Harrach. Gerwald Grössing und Kris Rosenberger reihten sich auf den Plätzen drei und vier ein. Den fünften Gesamtrang eroberte zu dieser Zeit der Österreicher Achim Mörtl. Die vierte Sonderprüfung war für alle Teilnehmer höchst rutschig, denn die Fahrer holten mit ihren Rallyeautos in den Kurven Schlamm, Kies und abgelegten Schnee heraus. Baumschlager und Harrach gewann mit gleicher Zeit die vierte Sonderprüfung. Auf der fünften und letzten Sonderprüfung des ersten Tages lag Harrach 16,1 Sekunden hinter seinen Konkurrenten Baumschlager. Einen heißesten Kampf um Platz drei lieferten sich Grössing und Rosenberger, denn Rosenberger fehlten nur 22,2 Sekunden zu Platz drei. Mörtl lieferte eine beeindruckende Leistung und belegte nach dem ersten Tag Platz fünf und ihm fehlten eine halbe Sekunde auf Rosenberger. Der deutsche Hermann Gassner sen. belegte Platz sechs und liegt 25,5 Sekunden hinter Mörtl.

### Tag 2
Baumschlager konnte die sechste und siebente Sonderprüfung gewinnen, lag 18,1 Sekunden vor Harrach. Rosenberger verlor einen Teil seiner Kardanwelle und verlor rund 1,5 Minuten. Grössing konnte damit einen dritten Platz festigen. Mörtl fuhr wegen Rosenberger Zwischenfall vor auf Gesamtrang vier. Auf der achten Sonderprüfung kam es zu einem Unfall, denn Fritz Waldherr streifte einen A-Masten, kam ins Schleudern und kam von der Strecke ab. Dabei wurden Holzteile des Masts durch die Luft geschleudert, ein Holzteil hat einen Zuschauer am linken Arm verletzt. Der Zuschauer und Waldherr wurden mit der Rettung ins Landeskrankenhaus Wagna gebracht. Der Copilot Klaus Ostermann klagte über Schmerzen in der Schulter und wurde mit einem Hubschrauber ins Unfallkrankenhaus Graz geflogen. Daraufhin wurde die achte Sonderprüfung abgebrochen und Harrach gewann seine erste Sonderprüfungsbestzeit. Harrach gewann die 13. und letzte Sonderprüfungen vor Baumschlager. Rosenberger verlor am Samstagvormittag noch den vierten Platz und am Nachmittag konnte er den vierten Platz wieder erobern. Wegen eines schadhaften Turboladers verlor Gaßner wertvolle zwei Minuten und damit seinen fünften Gesamtrang, wurde am Ende Siebenter. Mörtl feierte seinen gelungenen Comeback und gewann mit einer Minute Vorsprung auf Michael Böhm die Wertung der 2WD.

## Wertungsprüfungen
| Tag              | WP   | Uhrzeit | Name            | Länge    | Sieger                             | Zeit    | Geschw.     | Gesamtführender      |
| ---------------- | ---- | ------- | --------------- | -------- | ---------------------------------- | ------- | ----------- | -------------------- |
| Tag 1 (22. März) | SS1  | 15:38   | Pößnitz I       | 08,34 km | Raimund Baumschlager               | 05:24,7 | 092,47 km/h | Raimund Baumschlager |
| Tag 1 (22. März) | SS2  | 16:03   | Hohenegg I      | 11,78 km | Raimund Baumschlager               | 08:01,3 | 088,11 km/h | Raimund Baumschlager |
| Tag 1 (22. März) | SS3  | 17:41   | Pößnitz II      | 08,34 km | Raimund Baumschlager               | 05:20,5 | 093,68 km/h | Raimund Baumschlager |
| Tag 1 (22. März) | SS4  | 18:06   | Hohenegg II     | 11,78 km | Raimund Baumschlager Beppo Harrach | 08:10,0 | 086,55 km/h | Raimund Baumschlager |
| Tag 1 (22. März) | SS5  | 19:44   | Pößnitz III     | 08,34 km | Raimund Baumschlager               | 05:28,7 | 091,34 km/h | Raimund Baumschlager |
| Tag 2 (23. März) | SS6  | 08:20   | Poharingberg I  | 02,99 km | Raimund Baumschlager               | 01:50,4 | 097,50 km/h | Raimund Baumschlager |
| Tag 2 (23. März) | SS7  | 08:35   | Glanz I         | 11,02 km | Raimund Baumschlager               | 06:23,4 | 103,47 km/h | Raimund Baumschlager |
| Tag 2 (23. März) | SS8  | 10:25   | Poharingberg II | 02,99 km | Beppo Harrach                      | 01:48,6 | 099,12 km/h | Raimund Baumschlager |
| Tag 2 (23. März) | SS9  | 10:40   | Glanz II        | 11,02 km | Raimund Baumschlager               | 06:15,5 | 105,65 km/h | Raimund Baumschlager |
| Tag 2 (23. März) | SS10 | 14:01   | Schloßberg I    | 20,07 km | Raimund Baumschlager               | 13:30,3 | 091,97 km/h | Raimund Baumschlager |
| Tag 2 (23. März) | SS11 | 14:44   | Eichberg I      | 16,06 km | Raimund Baumschlager               | 10:08,0 | 095,09 km/h | Raimund Baumschlager |
| Tag 2 (23. März) | SS12 | 16:14   | Schloßberg II   | 20,07 km | Raimund Baumschlager               | 13:50,7 | 089,71 km/h | Raimund Baumschlager |
| Tag 2 (23. März) | SS13 | 16:57   | Eichberg II     | 16,06 km | Beppo Harrach                      | 10:19,3 | 093,36 km/h | Raimund Baumschlager |

## Ergebnisse

### Österreichische Rallye-Staatsmeisterschaft
| Pos.              | Fahrer               | Beifahrer             | Fahrzeug                    | Gesamtzeit | Rückstand  | Punkte     |
| Division I        | Division I           | Division I            | Division I                  | Division I | Division I | Division I |
| ----------------- | -------------------- | --------------------- | --------------------------- | ---------- | ---------- | ---------- |
| 01. (1.)          | Raimund Baumschlager | Klaus Wicha           | Škoda Fabia S2000           | 1:36:32,6  |            | 20         |
| 02. (2.)          | Beppo Harrach        | Andreas Schindlbacher | Mitsubishi Lancer Evo IX R4 | 1:37:06,9  | 34,3       | 18         |
| 03. (3.)          | Gerwald Grössing     | Sigi Schwarz          | Mitsubishi Lancer Evo IX R4 | 1:39:31,8  | 2:59,2     | 16         |
| 04. (4.)          | Kris Rosenberger     | Tina-Maria Monego     | VW Polo S2000               | 1:40:32,8  | 4:00,2     | 14         |
| 05. (10.)         | Asja Zupanc          | Blanka Kacin          | Mitsubishi Lancer Evo IX    | 1:46:06,2  | 9:33,6     | 12         |
| 06. (14.)         | Peter Schuhmacher    | Werner Puntschart     | Mitsubishi Lancer Evo IX    | 1:47:24,6  | 10:52,0    | 10         |
| 07. (19.)         | Andreas Mörtl        | Michael Uschan        | Mitsubishi Lancer Evo IX    | 1:51:14,9  | 14:42,3    | 9          |
| 08. (26.)         | Martin Kalteis       | Günter Lang           | Mitsubishi Lancer Evo VII   | 1:53:34,1  | 17:01,5    | 8          |
| 09. (28.)         | Robert Zitta         | Markus Grünsteidl     | Subaru Impreza STi N12      | 1:53:52,2  | 17:19,6    | 7          |
| 10. (36.)         | Csaba Juhász         | Zsolt Juhász          | Honda Civic                 | 1:56:52,1  | 20:19,5    | 6          |
| 11. (51.)         | Peter Ölsinger       | Petra Seher           | Mitsubishi Lancer Evo IX    | 2:12:19,3  | 35:46,7    | 5          |
| Division II (2WD) |                      |                       |                             |            |            |            |
| 01. (5.)          | Achim Mörtl          | Jürgen Rausch         | Citroën DS3 R3T             | 1:41:28,4  |            | 20         |
| 02. (6.)          | Michael Böhm         | Katrin Becker         | Suzuki Swift S1600          | 1:42:25,7  | 57,3       | 18         |
| 03. (9.)          | Peter Ebner          | Gerald Winter         | Citroën DS3 R3T             | 1:45:02,2  | 3:33,8     | 16         |
| 04. (12.)         | Matej Grudnik        | Florjan Rus           | Renault Twingo RS R2        | 1:46:49,2  | 5:20,8     | 14         |
| 05. (13.)         | Alan Pajk            | Jaka Cevc             | Citroën C2 R2 Max           | 1:46:55,4  | 5:27,0     | 12         |
| 06. (15.)         | Klemens Haingartner  | Manfred Ambroschütz   | Citroën DS3 R3T             | 1:47:46,3  | 6:17,9     | 10         |
| 07. (17.)         | Daniel Wollinger     | Bernhard Holzer       | Opel Corsa OPC              | 1:50:33,6  | 9:05,2     | 9          |
| 08. (18.)         | Andreas Kainer       | Markus Tucek          | Opel Corsa OPC              | 1:50:41,6  | 9:13,2     | 8          |
| 09. (20.)         | Alois Handler        | Andreas Scherz        | Peugeot 207 RC R3T          | 1:51:54,6  | 10:26,2    | 7          |
| 10. (23.)         | Viliam Prodan        | Zdravko Draženović    | Citroën C2 R2 Max           | 1:52:28,5  | 11:00,1    | 6          |
| 11. (24.)         | Tomas Hrvatin        | Damir Kuzmić          | Renault Clio                | 1:52:30,1  | 11:01,7    | 5          |
| 12. (25.)         | Zsolt Baracskai      | Tibor Lovász          | Citroën C2 R2 Max           | 1:52:40,2  | 11:11,8    | 4          |
| 13. (27.)         | Alfred Leitner       | Richard Schützner     | Peugeot 206 RC              | 1:53:42,8  | 12:14,4    | 3          |
| 14. (30.)         | Attila Varga         | Roland Savanyu        | Suzuki Swift S1600          | 1:54:58,1  | 13:29,7    | 2          |
| 15. (32.)         | Heinz Leitgeb        | Jasmin Leitgeb        | Renault Clio R3             | 1:55:35,7  | 14:07,3    | 1          |

### Historic Rallye-Staatsmeisterschaft
| Pos.      | Fahrer             | Beifahrer        | Fahrzeug                | Gesamtzeit | Rückstand | Punkte |
| --------- | ------------------ | ---------------- | ----------------------- | ---------- | --------- | ------ |
| 01. (16.) | Karl Wagner        | Gerda Zauner     | Porsche 911             | 1:48:50,7  |           | 20 + 6 |
| 02. (21.) | Christian Rosner   | Roman Sturm      | Porsche 911 RS          | 1:52:17,6  | 3:26,9    | 15 + 5 |
| 03. (29.) | Paolo Pasutti      | Giovanni Campeis | Porsche 911             | 1:54:43,6  | 5:52,9    | 12 + 4 |
| 04. (31.) | Johannes Huber     | Harald Gottlieb  | Porsche 911 Carrera RS  | 1:55:24,0  | 6:33,3    | 10 + 3 |
| 05. (40.) | Aleš Jirátko       | Roman Opletal    | BMW 2002 TI             | 2:01:24,6  | 12:33,9   | 8 + 6  |
| 06. (49.) | Ferenc Wirtmann    | György Barna     | Ford Escort RS 2000     | 2:11:34,8  | 22:44,1   | 6 + 5  |
| 07. (50.) | László Mekler      | Edit Mekler-Mikó | Alfa Romeo Giulia Super | 2:12:03,1  | 23:12,4   | 4 + 5  |
| 08. (52.) | Walther Di Stietka | Wolfgang Puff    | VW 1302                 | 2:13:41,5  | 24:50,8   | 3 + 4  |
| 09. (55.) | Hans-Peter Wieger  | Renate Wieger    | Ford Escort RS 1600     | 2:19:13.4  | 32:57,9   | 2 + 4  |

### Historic Rallye-Pokal
| Pos.                           | Fahrer                        | Beifahrer                     | Fahrzeug                      | Gesamtzeit                    | Rückstand                     | Punkte                        |
| Historic Rallye-Pokal (HRP) I  | Historic Rallye-Pokal (HRP) I | Historic Rallye-Pokal (HRP) I | Historic Rallye-Pokal (HRP) I | Historic Rallye-Pokal (HRP) I | Historic Rallye-Pokal (HRP) I | Historic Rallye-Pokal (HRP) I |
| ------------------------------ | ----------------------------- | ----------------------------- | ----------------------------- | ----------------------------- | ----------------------------- | ----------------------------- |
| 01. (54.)                      | Gunter Stampfl                | Bianca Stampfl                | Opel Ascona A                 | 2:19:13,4                     |                               | 15                            |
| Historic Rallye-Pokal (HRP) II |                               |                               |                               |                               |                               |                               |
| 01. (56.)                      | Raimund Valenta               | Manfred Cerny                 | Porsche 911                   | 2:23:18,4                     |                               | 15                            |

### OSK-Rallyepokal
| Pos.        | Fahrer              | Beifahrer                  | Fahrzeug                   | Gesamtzeit  | Rückstand   | Punkte      |
| Division P1 | Division P1         | Division P1                | Division P1                | Division P1 | Division P1 | Division P1 |
| ----------- | ------------------- | -------------------------- | -------------------------- | ----------- | ----------- | ----------- |
| 01. (12.)   | Matej Grudnik       | Florjan Rus                | Renault Twingo RS R2       | 1:46:49,2   |             | 20          |
| 02. (13.)   | Alan Pajk           | Jaka Cevc                  | Citroën C2 R2 Max          | 1:46:55,4   | 6,2         | 18          |
| 03. (23.)   | Viliam Prodan       | Zdravko Draženović         | Citroën C2 R2 Max          | 1:52:28,5   | 5:39,3      | 16          |
| 04. (25.)   | Zsolt Baracskai     | Tibor Lovász               | Citroën C2 R2 Max          | 1:52:40,2   | 5:51,0      | 14          |
| 05. (39.)   | Andreas Sumann      | Günther Baumgartner        | Citroën C2 R2              | 2:00:42,4   | 13:53,2     | 12          |
| Division P2 |                     |                            |                            |             |             |             |
| 01. (43.)   | Herbert Weingartner | Alois Pospischil           | Toyota Celica 4WD          | 2:05:06,6   |             | 20          |
| 02. (45.)   | Walter Pfeffer      | Daniela Ertl-Weissengruber | Mitsubishi Lancer Evo VIII | 2:08:35,7   | 3:29,1      | 18          |
| Division P3 |                     |                            |                            |             |             |             |
| 01. (22.)   | Willi Rabl jun.     | Uschi Breinessl            | Volkswagen Golf Kit Car    | 1:52:18,6   |             | 20          |
| 02. (34.)   | Bernd Gebetsberger  | Andreas Thauerböck         | Volkswagen Golf II         | 1:56:44,9   | 4:26,3      | 18          |
| 03. (38.)   | Attila Rongits      | László Hannus              | Lada VFTS                  | 2:00:07,8   | 7:49,2      | 16          |
| 03. (41.)   | Erich Krautberger   | Alexander Mayer            | BMW 325 E36                | 2:02:50,0   | 10:31,4     | 14          |
| 04. (47.)   | Kurt Adam           | Gerlinde Krenn             | Seat Ibiza Cupra           | 2:10:50,7   | 18:32,1     | 12          |

### Mitropa Rally Cup
| Pos.                       | Fahrer                | Beifahrer          | Fahrzeug                 | Gesamtzeit        | Rückstand         | Punkte            |
| Mitropa Rally Cup          | Mitropa Rally Cup     | Mitropa Rally Cup  | Mitropa Rally Cup        | Mitropa Rally Cup | Mitropa Rally Cup | Mitropa Rally Cup |
| -------------------------- | --------------------- | ------------------ | ------------------------ | ----------------- | ----------------- | ----------------- |
| 01. (5.)                   | Achim Mörtl           | Jürgen Rausch      | Citroën DS3 R3T          | 1:41:28,4         |                   | 40 + 12           |
| 02. (7.)                   | Hermann Gassner sen.  | Karin Thannhäuser  | Mitsubishi Lancer Evo X  | 1:42:56,7         | 1:28,3            | 36 + 9 + 10       |
| 03. (7.)                   | Robert Pritzl         | Karina Hepperle    | Subaru Impreza STi N15   | 1:43:22,4         | 1:54,0            | 33 + 8 + 10       |
| 04. (10.)                  | Asja Zupanc           | Blanka Kacin       | Mitsubishi Lancer Evo IX | 1:46:06,2         | 4:37,8            | 30 + 6 + 10       |
| 05. (11.)                  | Manuel Kössler        | Heidrun Haner      | Subaru Impreza STi N11   | 1:46:10,3         | 4:41,9            | 28 + 5 + 10       |
| 06. (12.)                  | Matej Grudnik         | Florjan Rus        | Renault Twingo RS R2     | 1:46:49,2         | 5:20,8            | 26 + 4 + 10       |
| 07. (13.)                  | Alan Pajk             | Jaka Cevc          | Citroën C2 R2 Max        | 1:46:55,4         | 5:27,0            | 24 + 3 + 10       |
| 08. (14.)                  | Peter Schuhmacher     | Werner Puntschart  | Mitsubishi Lancer Evo IX | 1:47:24,6         | 5:56,2            | 22 + 2            |
| 09. (23.)                  | Viliam Prodan         | Zdravko Draženović | Citroën C2 R2 Max        | 1:52:28,5         | 11:00,1           | 20 + 0 + 10       |
| 10. (24.)                  | Tomas Hrvatin         | Damir Kuzmić       | Renault Clio             | 1:52:30,1         | 11:01,7           | 18 + 0 + 10       |
| 11. (27.)                  | Alfred Leitner        | Richard Schützner  | Peugeot 206 RC           | 1:53:42,8         | 12:14,4           | 16 + 0            |
| 12. (32.)                  | Heinz Leitgeb         | Jasmin Leitgeb     | Renault Clio R3          | 1:55:35,7         | 14:07,3           | 14 + 0            |
| 13. (35.)                  | Thomas Regner         | Gottfried Witzmann | Renault Clio R3          | 1:56:50,8         | 15:22,4           | 12 + 0            |
| 14. (36.)                  | Csaba Juhász          | Zsolt Juhász       | Honda Civic              | 1:56:52,1         | 15:23,7           | 11 + 0            |
| 15. (37.)                  | Viacheslav Chulykanov | Valerij Dyudin     | Mitsubishi Lancer Evo X  | 1:58:15,4         | 16:47,0           | 10 + 0            |
| 16. (42.)                  | Christian Knaupp      | Ralf Kistenfeger   | Citroën C2               | 2:03:26,0         | 21:57,6           | 9 + 0 + 10        |
| 17. (46.)                  | Heimo Papst           | Andreas Kuess      | Renault Clio RS          | 2:09:47,9         | 28:19,5           | 8 + 0             |
| Mitropa Rally Historic Cup |                       |                    |                          |                   |                   |                   |
| 01. (16.)                  | Karl Wagner           | Gerda Zauner       | Porsche 911              | 1:48:50,7         |                   | 20 + 5 + 5        |
| 02. (29.)                  | Paolo Pasutti         | Giovanni Campeis   | Porsche 911              | 1:54:43,6         | 5:52,9            | 18 + 5 + 5        |
| 03. (40.)                  | Aleš Jirátko          | Roman Opletal      | BMW 2002 TI              | 2:01:24,6         | 12:33,9           | 16 + 5 + 5        |
| 04. (48.)                  | Heinz-Walter Schewe   | Herbert Reinhold   | Porsche 911              | 2:10:59,3         | 22:08,6           | 14 + 5 + 5        |
| 05. (52.)                  | Walther Di Stietka    | Wolfgang Puff      | VW 1302                  | 2:13:41,5         | 24:50,8           | 12 + 5 + 5        |
| 06. (55.)                  | Hans-Peter Wieger     | Renate Wieger      | Ford Escort RS 1600      | 2:19:13,4         | 30:22,7           | 10 + 5 + 5        |
| 07. (56.)                  | Raimund Valenta       | Manfred Cerny      | Porsche 911              | 2:23:18,4         | 34:27,7           | 9 + 5 + 5         |